# Noordelijke Vloot

Mouw-insigne van de Noordelijke Vloot

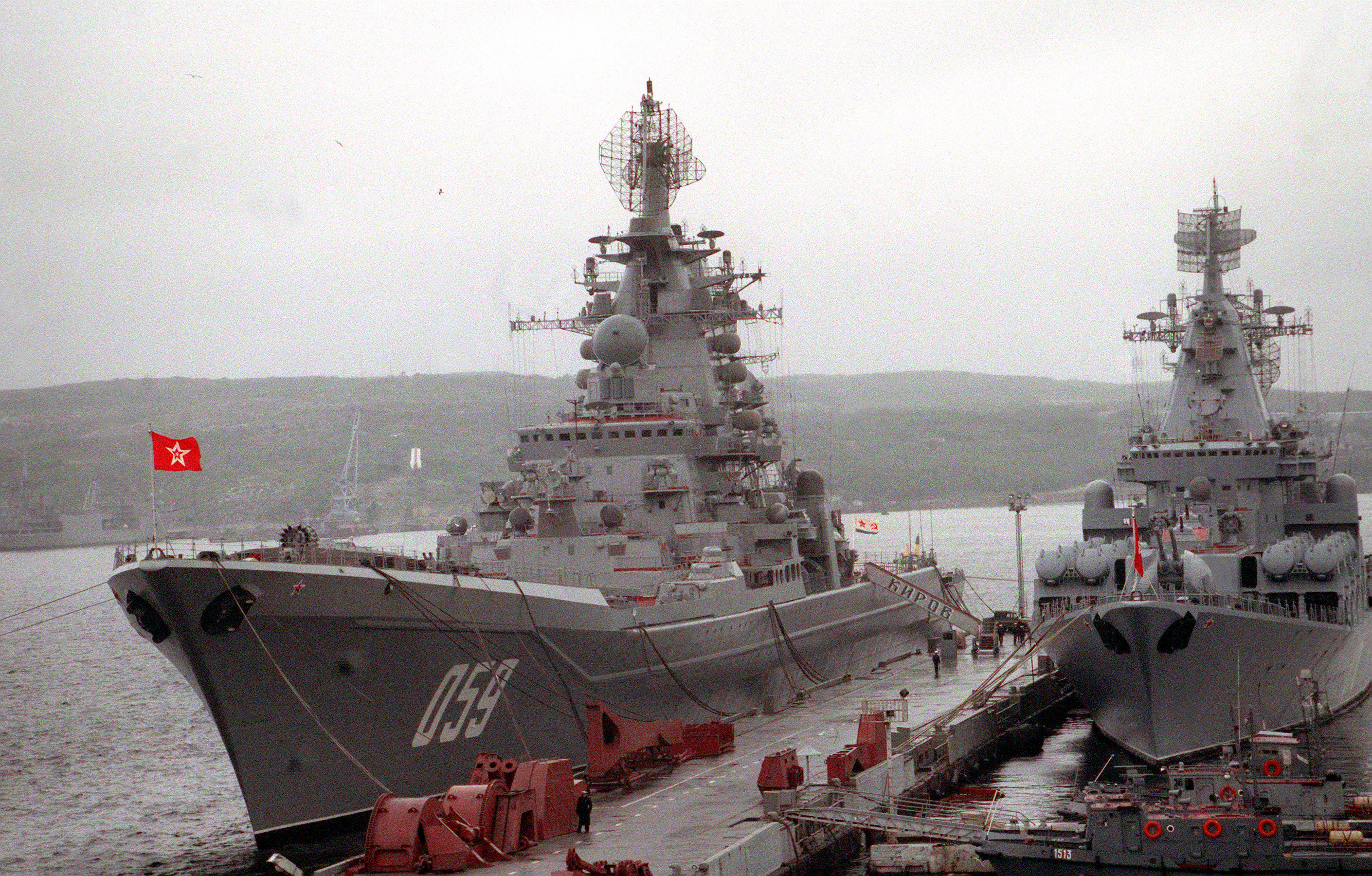
De atoomkruiser Admiral Oesjakov (met de oude naam Kirov erop) en de geleide raketkruiser Marsjal Oestinov (rechts) in de haven van Severomorsk

Bases van de Noordelijke Vloot in Noord-Rusland

De Noordelijke Vloot (in de Sovjettijd: Rode Banier Noordelijke Vloot) (Russisch: Северный флот; Severny flot) is een van de vier vloten van de Russische Marine. De vloot werd geformeerd in 1933 uit de Sovjetmarine en is verantwoordelijk voor de verdediging van het gebied boven de Noordpoolcirkel in de Noordelijke IJszee (Arctische Oceaan). De vloot had haar hoofdkwartier in Severomorsk, maar na de val van de Sovjet-Unie verplaatste het hoofdkwartier naar Moermansk, al bevindt zich in Severomorsk nog wel steeds de belangrijkste marinebasis en het bestuurlijk centrum van de vloot.
Vanaf de jaren 80 legde de Sovjet-Unie in haar marinestrategie meer de nadruk op marinebastionverdediging, door het versterken van de zuidelijke Barentszzee, net als de Zee van Ochotsk voor de Pacifische Vloot. In de huidige Russische Federatie is dit beleid doorgezet.

## Rampen en ongelukken
De vloot is berucht vanwege ongelukken met onderzeeërs van de vloot in de Barentszzee in het begin van de 21ste eeuw. Zo kwamen in 2000 118 man van de Koersk om het leven na een explosie, waarop de onderzeeër zonk in de Barentszzee, kwamen in augustus 2003 9 man om toen de K-159, die naar de plek voer waar deze zou worden gesloopt, bij een storm zonk en op 7 september 2006 brak brand uit op de Daniil Moskovski, waarbij 2 man omkwamen.